# Setouchi
Setouchi (jap. 瀬戸内市 Setouchi-shi) – miasto w Japonii, w południowej części wyspy Honsiu (Honshū), w prefekturze Okayama.

## Położenie
Leży w południowo-wschodniej części prefektury nad Morzem Wewnętrznym, graniczy z miastami:
- Okayama;
- Bizen.

## Historia
Miasto utworzono w 2004 roku z połączenia trzech miasteczek: Ushimado, Oku i Osafune.